# Cupido pygmaea
Cupido pygmaea är en fjärilsart som beskrevs av Pieter Cornelius Tobias Snellen 1870. Cupido pygmaea ingår i släktet Cupido och familjen juvelvingar. Inga underarter finns listade i Catalogue of Life.